# Eragrostis singuaensis
Eragrostis singuaensis är en gräsart som beskrevs av Pilg.. Eragrostis singuaensis ingår i släktet kärleksgrässläktet, och familjen gräs. Inga underarter finns listade i Catalogue of Life.